# 問責不問責：巨星滙的真相
《問責不問責：巨星滙的真相》（No Minister & No, Minister: The True Story of Harbour Fest）是香港前投資推廣署署長盧維思於2009年11月出版的英文著作，書中揭露2003年維港巨星匯事件內幕，盧維思稱自己是維港巨星匯的代罪羔羊，要負責任的該是梁錦松、唐英年、馬時亨等人。

## 寫書意念
盧維思表示寫書意念源自公務員事務局對他的紀律聆訊。當局禁止他的律師參與聆訊，又不提供聆訊筆錄，只提供聆訊錄音帶，但那些錄音帶卻完全聽不清楚，所以他要把「這些荒唐不公的情况」寫出來。

## 書名意思
本書書名是借用英國諷刺政治的處境喜劇《Yes Minister》的劇名。No Minister指「沒有局長」，即事件至今仍無法搞清哪一位問責局長需負責；而後半No, Minister指公務員要向任命的局長敢於說「不！」。

## 封面設計
《No Minister & No, Minister》的封面是小灣鱷貝貝問盧維思因何被囚，盧解釋說，「他和貝貝一樣，都被特區政府「追捕」，一度因莫須有罪名成為籠中鳥階下囚，但最後重獲自由。
」

## 出版爭議
盧維思在香港亞洲電視《時事縱橫》訪問中指香港政府曾以保密規例，意圖阻撓該書出版。公務員事務局則指「公務員在離開崗位後受管制期間出書，屬於『退休後工作（post-retirement employment）』，須事先申請及獲得批准。」